# Відкритий університет (Лісабон)
Відкритий університет (порт. Universidade Aberta) — державний університет у Португалії, що спеціалізується на дистанційному навчанні. Розташований в Лісабоні. Заснований 1988 року. Підпорядковується Міністерству науки, технології і вищої освіти. Здійснює підготовку ліцензіатів, магістрів, аспірантів.